# Liste des comtes puis ducs de Bar
Cet article concerne Bar-le-Duc dans la Meuse. Pour les comtes de Bar-sur-Aube dans l'Aube, voir Liste des comtes de Bar-sur-Aube. Pour les comtes de Bar-sur-Seine dans l'Aube, voir Liste des comtes de Bar-sur-Seine.

## Comtes de Bar (v.950-1354)

### Maison d'Ardenne (v.950-1093)
| Règne       | Nom                           | Portrait | Autres titres            | Notes |
| ----------- | ----------------------------- | -------- | ------------------------ | --- |
| v.950 - 978 | Frédéric Ier (v.910 - 978)    |          | Duc de Haute-Lotharingie | Fils de Wigéric « comte » (en Ardenne et en Bidgau), en 915 comte palatin de Lotharingie, et de Cunégonde, carolingienne, fille d'Ermentrude et d'un mari incertain, elle-même fille de l'empereur Louis II et d'Ermengarde de Tours. |
| 978 - 1027  | Thierry Ier (v.965 - 1027)    |          | Duc de Haute-Lotharingie | Fils du précédent. Marié à Richilde de Lunéville, fille de Folmar Ier, comte de Lunéville et de Metz. |
| 1019 – 1026 | Frédéric II (v.995 – 1026)    |          | Duc de Haute-Lotharingie | Fils du précédent. Associé à son père mais mort avant lui. Marié vers 1012 à Mathilde de Souabe (v. 988 - 1031/1032), fille d'Hermann II, duc de Souabe, et Gerberge de Bourgogne.                                                    |
| 1027 – 1033 | Frédéric III (v.1020 – 1033)  |          | Duc de Haute-Lotharingie | Fils du précédent. Mort sans descendance. |
| 1033 - 1093 | Sophie de Bar (v.1018 – 1093) |          |                          | Fille de Frédéric II et sœur de Frédéric III. Mariée en 1038 à Louis, comte de Montbéliard, d'Altkirch et de Ferrette. Gouverne seule le comté après la mort de son mari en 1070/73.                                                  |

### Maison de Montbéliard (1038-1354)
| Règne          | Nom                                              | Portrait                                    | Titres                                                                          | Notes |
| -------------- | ------------------------------------------------ | ------------------------------------------- | ------------------------------------------------------------------------------- | --- |
| 1038 - 1070/73 | Louis de Montbéliard (1015/19 - 1070/73)         |                                             | Comte de Montbéliard, d'Altkirch et de Ferrette, seigneur de Mousson.           | Marié en 1038 à Sophie, comtesse de Bar. |
| 1093 - 1105    | Thierry II (v.1045 - 2 janvier 1105)             |                                             | Comte de Montbéliard, d'Altkirch, de Ferrette et de Verdun, seigneur de Mousson | Fils du précédent. Marié en 1065 à Ermentrude de Bourgogne (1055 - 1105), fille de Guillaume Ier, comte de Bourgogne, et d'Étiennette de Bourgogne. |
| 1105 - 1149    | Renaud Ier « le Borgne » (v.1080 - 10 mars 1149) |                                             | Comte de Verdun, seigneur de Mousson                                            | Fils du précédent. Marié en 1120 à Gisèle de Vaudémont (1090 - 1141), fille de Gérard Ier, comte de Vaudémont, et d'Hedwige de Dagsbourg. |
| 1149 - 1170    | Renaud II (v.1122 - 25 juillet 1170)             |                                             | Seigneur de Mousson                                                             | Fils du précédent. Marié en 1155 à Agnès de Champagne (morte en 1207), fille de Thibaut IV, comte de Champagne et de Blois, et de Mathilde de Carinthie. |
| 1170 - 1190    | Henri Ier (1158 - octobre 1190)                  |                                             | Seigneur de Mousson et d'Amance                                                 | Fils du précédent. Mort sans descendance. |
| 1190 - 1214    | Thiébaut Ier (1158 - 13 février 1214)            |                                             | Comte de Luxembourg, seigneur de Briey et de Stenay                             | Fils de Renaud II de Bar et d'Agnès de Champagne, frère du précédent. Marié en premières noces en 1176 à Laurette de Looz († 1190), fille de Louis Ier, comte de Looz et de Rieneck, et d'Agnès de Metz. Marié en secondes noces en 1189 à Ermesinde de Bar-sur-Seine († 1211), fille de Gui Ier de Bar-sur-Seine, comte de Bar-sur-Seine et de Pétronille de Chacenay. Mariage annulé en 1195. Marié en troisièmes noces en 1197 à Ermesinde Ire de Luxembourg (1186 - 1247), fille d’Henri IV, comte de Luxembourg et de Namur, et d'Agnès de Gueldre. |
| 1214 - 1239    | Henri II (1190 - 13 novembre 1239)               |                                             |                                                                                 | Fils du précédent et d'Isabelle de Brienne ou Ermesinde de Bar-sur-Seine († 1211). Marié en 1219 à Philippa de Dreux (1192 - 1242), fille de Robert II, comte de Dreux et de Yolande de Coucy. |
| 1239 - 1291    | Thiébaut II (v.1221 - 1291)                      |                                             |                                                                                 | Fils du précédent. Marié en premières noces en 1243 à Jeanne de Dampierre, fille de Guillaume II, seigneur de Dampierre, et de Marguerite, comtesse de Flandre et de Hainaut. Marié en secondes noces à Jeanne de Toucy († 1317), fille de Jean de Toucy et d'Emma de Laval. |
| 1291 - 1302    | Henri III (1259 - septembre 1302)                |                                             |                                                                                 | Fils du précédent et de Jeanne de Toucy. Marié en 1293 à Aliénor d’Angleterre (1269 - 1298), fille d’Édouard Ier, roi d’Angleterre, et d'Aliénor de Castille. |
| 1302 - 1336    | Édouard Ier (v.1295 - novembre 1336)             |                                             |                                                                                 | Fils du précédent. Marié en 1310 à Marie de Bourgogne (1298 - ), fille de Robert II, duc de Bourgogne, et d’Agnès de France. |
| 1336 - 1344    | Henri IV (1315/20 - 24 décembre 1344)            |                                             |                                                                                 | Fils du précédent. Marié en 1338 à Yolande de Flandre (1326 - 1395), fille de Robert, seigneur de Cassel, et de Jeanne de Bretagne. |
| 1344 - 1352    | 1344 - 1349 : Régence de Yolande de Flandre      | 1344 - 1349 : Régence de Yolande de Flandre | 1344 - 1349 : Régence de Yolande de Flandre                                     | 1344 - 1349 : Régence de Yolande de Flandre |
| 1344 - 1352    | Édouard II (1339 - mai 1352)                     |                                             |                                                                                 | Fils du précédent. Mort sans descendance. |
| 1352 - 1354    | Robert Ier (8 novembre 1344 - 12 avril 1411)     |                                             | Marquis de Pont-à-Mousson                                                       | Fils d'Henri IV de Bar et de Yolande de Dampierre, frère du précédent. Marié en 1364 à Marie de France (1344 - 1404), fille de Jean II « le Bon », roi de France, et de Bonne de Luxembourg. |

## Ducs de Bar (1354-1766)
En 1354, l’Empereur du Saint-Empire Charles IV, de la Maison de Luxembourg, oncle de la femme du comte Robert Ier dit le-Magnifique (1352-1411), érige le comté en duché (lors de la Diète de Thionville).
Cette érection en duché ne vaut que pour le Barrois non mouvant = situé à l'est de la Meuse. Pour le Barrois mouvant, à charge pour Robert Ier de faire reconnaître son titre de duc par le roi de France Jean II le Bon.

### Maison de Montbéliard (1354-1430)
| Règne       | Nom                                          | Portrait | Autres titres             | Notes |
| ----------- | -------------------------------------------- | -------- | ------------------------- | --- |
| 1354 - 1411 | Robert Ier (8 novembre 1344 - 12 avril 1411) |          | Marquis de Pont-à-Mousson | Fils d'Henri IV de Bar et Yolande de Dampierre, frère du précédent. Marié en 1364 à Marie de France (1344 - 1404), fille de Jean II « le Bon », roi de France, et de Bonne de Luxembourg. |
| 1411 - 1415 | Édouard III (juin 1377 - 25 octobre 1415)    |          | Marquis de Pont-à-Mousson | Fils du précédent. Mort sans descendance. |
| 1415 - 1430 | Louis Ier (1370/75 - 26 juin 1430)           |          |                           | Frère du précédent. Évêque de Châlons-en-Champagne et Évêque administrateur de Verdun Désigne pour lui succéder son petit-neveu René Ier d'Anjou.                                         |

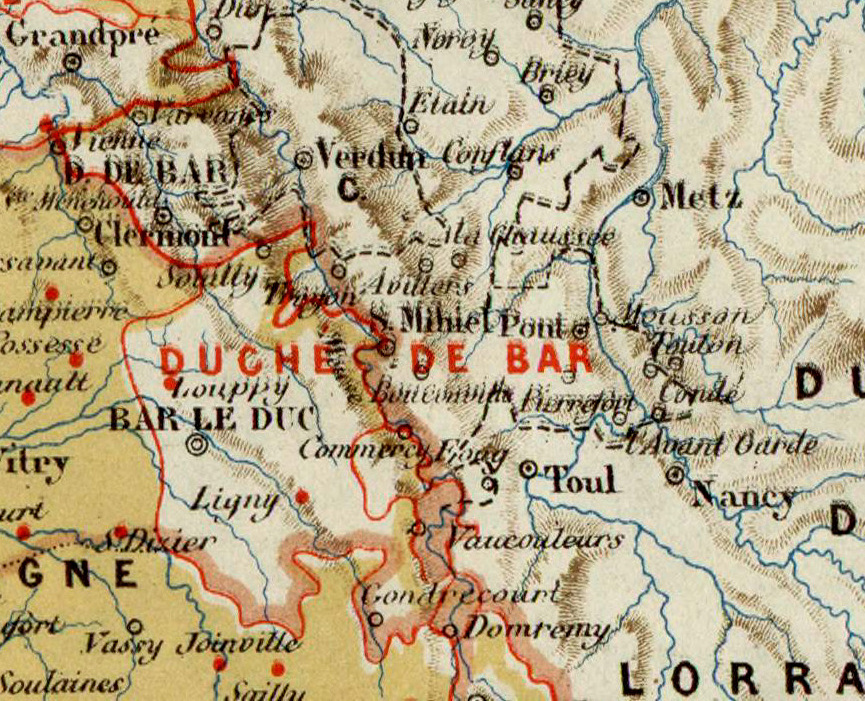
Carte du duché en 1429.

Robert Ier avait eu pour fils ainé Henri (1362 - 1396), père de Robert (v.1390 - 1415), comte de Marle et de Soissons, lui-même père de Jeanne (1415 - 1462), mariée en 1435 à Louis de Luxembourg (1418 - 1475), comte de Ligny. Ce dernier revendiqua la succession du duché de Bar, du droit de sa femme, et à l'encontre de la décision de Louis Ier de Bar. Finalement, les deux parties conclurent un arrangement : Louis de Luxembourg renonça au Barrois, tandis que René d'Anjou renonça au comté de Guise, qui avait été conquis par Jean de Luxembourg, le frère de Louis.[réf. souhaitée]

### Maison d’Anjou (1430-1480)
| Règne       | Nom                                              | Portrait | Autres titres                                                                                    | Notes |
| ----------- | ------------------------------------------------ | -------- | ------------------------------------------------------------------------------------------------ | --- |
| 1430 - 1480 | René Ier (16 janvier 1409 - 10 juillet 1480)     |          | Duc d'Anjou et de Lorraine Comte de Guise et de Provence Roi de Naples, de Jérusalem et d'Aragon | Petit-neveu du précédent (fils de Louis II d'Anjou et de Yolande d'Aragon, elle-même fille de Jean Ier d'Aragon et de Yolande de Bar). Marié en premières noces en 1420 à Isabelle Ire de Lorraine (1400 - 1452), fille de Charles II, duc de Lorraine, et de Marguerite de Wittelsbach. Marié en secondes noces en 1454 à Jeanne de Laval (1433 - 1498), fille de Guy XIV, comte de Laval, et d'Isabelle de Bretagne. |
| 1480        | Yolande d'Anjou (2 novembre 1428 - 23 mars 1483) |          |                                                                                                  | Fille du précédent et d'Isabelle Ire de Lorraine. Mariée en 1445 à Ferry II (1428 - 1470), comte de Vaudémont, fils d'Antoine de Vaudémont et de Marie d'Harcourt. Cède à son fils René II de Lorraine le duché de Bar en 1480, tout comme elle lui avait cédé le duché de Lorraine en 1473. |

### Maison de Lorraine-Vaudémont (1480-1737)
Avec René II, les deux duchés de Lorraine et de Bar sont définitivement réunis sous une même autorité (ils restent toutefois des États distincts). Les ducs de Lorraine sont désormais également ducs de Bar.
| Règne       | Nom | Portrait | Autres titres | Notes |
| ----------- | --- | --- | --- | --- |
| 1480 - 1508 | René II (2 mai 1451 - 10 décembre 1508)                                                                                 | | Duc de Lorraine, comte de Vaudémont et d'Aumale, baron d'Elbeuf et de Mayenne, sire de Joinville                        | Fils de la précédente. Marié en premières noces en 1471 à Jeanne d'Harcourt († 1488), fille de Guillaume d'Harcourt, comte de Tancarville, et de Yolande de Laval. Répudiée en 1485 pour cause de stérilité. Mariée en secondes noces en 1485 à Philippe de Gueldre (1467 - 1547), fille d'Adolphe, duc de Gueldre, et de Catherine de Bourbon.                                                                                                  |
| 1508 - 1544 | Antoine Ier « le Bon » (4 juin 1489 - 14 juin 1544)                                                                     | | Duc de Lorraine, comte de Vaudémont                                                                                     | Fils du précédent. Marié en 1515 à Renée de Bourbon-Montpensier (1494 - 1539), dame de Mercœur, fille de Gilbert de Bourbon, comte de Montpensier, et de Claire Gonzague. |
| 1544 - 1545 | François Ier (23 août 1517 - 12 juin 1545)                                                                              | | Duc de Lorraine, marquis de Pont-à-Mousson                                                                              | Fils du précédent. Marié en 1541 à Christine de Danemark (1521 - 1590), fille de Christian II, roi de Danemark, et d'Isabelle d'Autriche. |
| 1545 - 1608 | 1545 - 1552 : Régence de Christine de Danemark, veuve de François Ier, et de Nicolas de Mercœur, frère de François Ier. | 1545 - 1552 : Régence de Christine de Danemark, veuve de François Ier, et de Nicolas de Mercœur, frère de François Ier. | 1545 - 1552 : Régence de Christine de Danemark, veuve de François Ier, et de Nicolas de Mercœur, frère de François Ier. | 1545 - 1552 : Régence de Christine de Danemark, veuve de François Ier, et de Nicolas de Mercœur, frère de François Ier. |
| 1545 - 1608 | 1552 - 1559 : Régence de Nicolas de Mercœur seul.                                                                       | | | |
| 1545 - 1608 | Charles III (18 février 1543 - 14 mai 1608)                                                                             | | Duc de Lorraine, marquis de Pont-à-Mousson                                                                              | Fils du précédent. Marié en 1559 à Claude de France (1547 - 1575), fille de Henri II, roi de France et de Catherine de Médicis. |
| 1608 - 1624 | Henri V « le Bon » (8 novembre 1563 - 31 juillet 1624)                                                                  | | Duc de Lorraine, marquis de Pont-à-Mousson                                                                              | Fils du précédent. Marié en premières noces en 1599 à Catherine de Bourbon (1559 - 1604), fille d'Antoine de Bourbon et de Jeanne d'Albret, reine de Navarre. Marié en secondes noces en 1606 à Marguerite de Mantoue (1591 - 1632), fille de Vincent Ier, duc de Mantoue, et d'Éléonore de Médicis. |
| 1624 - 1625 | Nicole de Lorraine (3 octobre 1608 - 2 février 1657)                                                                    | | Duchesse de Lorraine | Fille du précédent et de Marguerite de Mantoue. Mariée en 1621 à son cousin Charles IV (1604 - 1675), fils de François II, comte de Vaudémont, et de Christine de Salm. Séparés en 1635. Son oncle François II conteste le fait qu'elle puisse hériter des duchés, prétendant qu'un testament de René II spécifiait que le duché ne pouvait se transmettre qu'en lignée masculine. Il saisit les États Généraux de Lorraine qui déposent Nicole. |
| 1625        | François II (27 février 1572 - 14 octobre 1632)                                                                         | | Duc de Lorraine, comte de Vaudémont                                                                                     | Oncle de la précédente, frère d'Henri II de Lorraine. Cinq jours après sa désignation, abdique au profit de son fils Charles IV, mari de Nicole. |
| 1625 - 1634 | Charles IV (5 avril 1604 - 18 septembre 1675)                                                                           | | Duc de Lorraine | Fils du précédent. Marié en premières noces en 1621 à Nicole de Lorraine (1608 - 1657), fille de Henri II, duc de Lorraine et de Bar, et de Marguerite de Mantoue. Séparés en 1635. Marié en secondes noces en 1637 à Béatrice de Cusance (1614 - 1663), fille de Claude-François de Cusance, baron de Belvoir et de Saint-Julien, et d'Ernestine van Witthem. Marié en troisièmes noces en 1665 à Marie Louise d'Aspremont (1651 - 1692).       |

En 1633, la France envahit les duchés de Lorraine et de Bar. Le duc Charles IV abdique l'année suivante en faveur de son frère, Nicolas-François de Lorraine, espérant le maintien de sa famille à la tête du duché. Mais les français décident d'occuper les duchés et de gouverner, imposant soit des ducs, soit des gouverneurs. Les chefs de la maison de Lorraine conservent cependant le titre de duc de Lorraine et de Bar.
| Duc effectif                       | Duc effectif                                                 | Duc effectif                                                 | Duc de droit                     | Duc de droit                                                   | Duc de droit |
| Règne                              | Nom                                                          | Portrait                                                     | Règne                            | Nom                                                            | Notes |
| ---------------------------------- | ------------------------------------------------------------ | ------------------------------------------------------------ | -------------------------------- | -------------------------------------------------------------- | --- |
| 19 janvier 1634 - 1er avril 1634   | Nicolas-François (6 décembre 1609 - 25 janvier 1670)         |                                                              | 19 janvier 1634 - 1er avril 1634 | Nicolas-François (6 décembre 1609 - 25 janvier 1670)           | Frère du précédent. Marié en 1634 à Claude-Françoise de Lorraine (1612 – 1648), fille de Henri II, duc de Lorraine et de Bar, et de Marguerite de Mantoue. Après sa fuite de Nancy, abdique en faveur de son frère Charles IV. |
| 1er avril 1634 - 2 avril 1641      | Les duchés de Lorraine et de Bar sont occupés par la France. | Les duchés de Lorraine et de Bar sont occupés par la France. | 1er avril 1634 - 1675            | Charles IV (5 avril 1604 - 18 septembre 1675)                  | Frère du précédent. Récupère le titre de duc pour la seconde fois. |
| 2 avril 1641 - fin juillet 1641    | Charles IV (5 avril 1604 - 18 septembre 1675)                |                                                              | 1er avril 1634 - 1675            | Charles IV (5 avril 1604 - 18 septembre 1675)                  | Frère du précédent. Récupère le titre de duc pour la seconde fois. |
| fin juillet 1641 - 28 février 1661 | Les duchés de Lorraine et de Bar sont occupés par la France. | Les duchés de Lorraine et de Bar sont occupés par la France. | 1er avril 1634 - 1675            | Charles IV (5 avril 1604 - 18 septembre 1675)                  | Frère du précédent. Récupère le titre de duc pour la seconde fois. |
| 28 février 1661 - 1670             | Charles IV (5 avril 1604 - 18 septembre 1675)                |                                                              | 1er avril 1634 - 1675            | Charles IV (5 avril 1604 - 18 septembre 1675)                  | Frère du précédent. Récupère le titre de duc pour la seconde fois. |
| 1670 - 1697                        | Les duchés de Lorraine et de Bar sont occupés par la France. | Les duchés de Lorraine et de Bar sont occupés par la France. | 1675 - 1690                      | Charles V « le Duc sans Duché » (3 avril 1643 - 18 avril 1690) | Neveu du précédent, fils de Nicolas-François. Marié en 1678 à Éléonore d'Autriche (1653 - 1697), fille de Ferdinand III de Habsbourg, Empereur des Romains, et d'Éléonore de Nevers-Mantoue.                                   |
| 1670 - 1697                        | Les duchés de Lorraine et de Bar sont occupés par la France. | Les duchés de Lorraine et de Bar sont occupés par la France. | 1690 - 1697                      | Léopold Ier (11 septembre 1679 - 27 mars 1729)                 | Fils du précédent. |

En 1697, le Traité de Ryswick rend le duché de Lorraine à Léopold Ier, mais le duché reste sous protectorat français.
| Règne       | Nom | Portrait | Autres titres | Notes |
| ----------- | --- | --- | --- | --- |
| 1697 - 1729 | Léopold Ier (11 septembre 1679 - 27 mars 1729)                                                                        | | Duc de Lorraine | Fils de Charles V de Lorraine et d'Éléonore d'Autriche. Marié en 1698 à Élisabeth-Charlotte d'Orléans (1676 - 1744), fille de Philippe de France, duc d'Orléans, et de Charlotte-Élisabeth de Bavière.                         |
| 1729 - 1737 | 1729 : Régence de la duchesse douairière Élisabeth-Charlotte d'Orléans, veuve de Léopold Ier et mère de François III. | 1729 : Régence de la duchesse douairière Élisabeth-Charlotte d'Orléans, veuve de Léopold Ier et mère de François III. | 1729 : Régence de la duchesse douairière Élisabeth-Charlotte d'Orléans, veuve de Léopold Ier et mère de François III. | 1729 : Régence de la duchesse douairière Élisabeth-Charlotte d'Orléans, veuve de Léopold Ier et mère de François III. |
| 1729 - 1737 | François III (8 décembre 1708 - 18 août 1765)                                                                         | | Duc de Lorraine et de Teschen, grand-duc de Toscane, vice-roi de Hongrie                                              | Fils du précédent. Marié en 1736 à Marie-Thérèse d'Autriche (1717 - 1780), fille de Charles VI, Empereur des Romains, et d'Élisabeth-Christine de Brunswick-Wolfenbüttel. Devient François Ier, Empereur des Romains, en 1745. |
| 1729 - 1737 | 1730 - 1737 : Régence d'Élisabeth-Charlotte d'Orléans, en l'absence du duc retenu à Vienne.                           | | | |

### Maison Leszczyński (1737-1766)
En 1737, le roi de France Louis XV « le Bien-Aimé » ordonne à François III de céder ses duchés à l'ancien roi de Pologne Stanislas Leszczynski.
| Règne       | Nom                                                           | Portrait | Autres titres                     | Notes |
| ----------- | ------------------------------------------------------------- | -------- | --------------------------------- | --- |
| 1737 - 1766 | Stanislas Ier Leszczynski (20 octobre 1677 - 23 février 1766) |          | Duc de Lorraine Ex-roi de Pologne | Dernier duc de Lorraine et de Bar Marié en 1698 à Catherine Opalinska (1682 - 1747), fille de Jan Karol Opalinski et de Sofia Anne Czarnkowska. |

À la mort de Stanislas Leszczynski, les duchés de Lorraine et de Bar sont définitivement intégrés au royaume de France, la fille du dernier duc, Marie Leszczynska, étant mariée au roi de France Louis XV.
Les duchés sont gérés par le grand-gouvernement de Lorraine-et-Barrois jusqu'à la Révolution de 1789.